# Nikola Fink
Nikola Fink (* 10. November 1894 in Zagreb; † 1. November 1968 ebenda) war ein jugoslawischer Zoologe.

## Leben
Er studierte Biologie an der Universität Zagreb und promovierte dort 1917. Bei einem Studienaufenthalt an der Universität Jena hatte er Ernst Haeckel kennengelernt. Nach dem Studium war er Assistent und Dozent an der Universität Zagreb sowie Kustos am Kroatischen Volksmuseum.
Ab 1945 war er zunächst außerordentlicher, ab 1946 ordentlicher Professor für Zoologie an der Universität Zagreb. Daneben war er von 1945 bis 1950 Direktor des Zagreber Zoos. 1965 wurde er emeritiert.

## Ehrungen etc.
Nach Nikola Fink wurde der 1969 entdeckte Ranzenkrebs Limnosbaena finki benannt.

## Werke
- (mit Milan Kaman): Zoologija : za drugi razred gimnazije (Zoologie. Für die 2. Klasse des Gymnasiums), 1946
- Nauka o čovjeku : za VII razred gimnazije (Wissenschaft vom Menschen. Für die 7. Klasse des Gymnasiums), 1947

Nikola Fink verfasste mehrere Beiträge für die 1. Ausgabe der Kroatischen Enzyklopädie.